# Camacan
Camacan es un municipio del estado de Bahía, Brasil. Su población estimada en 2008 era de 31.133 habitantes. El municipio fue considerado en la década de 1970 uno de los mayores productores de cacao, pero la plaga de la Crinipellis perniciosa devastó y destruyó su plantación en 1989.